# Brymela rugulosa
Brymela rugulosa är en bladmossart som beskrevs av William Russell Buck 1987. Brymela rugulosa ingår i släktet Brymela och familjen Hookeriaceae. Inga underarter finns listade i Catalogue of Life.